# Schuco Modell
Schuco — немецкая компания, занимающаяся производством игрушек и масштабных моделей. Основана в 1912 году в Нюрнберге Генрихом Мюллером. Обанкротилась в 1976 году, однако в 1993 году была реорганизована и уже в 1996 году вновь обрела самостоятельность. В 1999 году стала частью Simba Dickie Group, с тех пор специализируется на производстве отлитых из металла (англ. die cast) моделей техники.
В ассортименте компании представлены масштабные модели автомобилей, коммерческого автотранспорта, сельскохозяйственной техники и т. д.

## Галерея

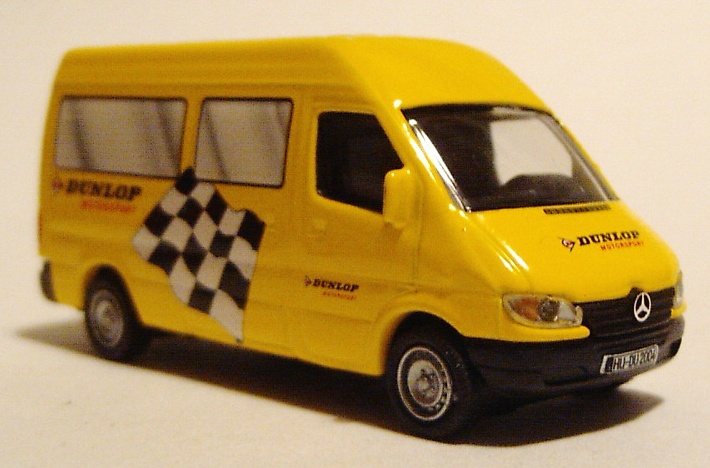
Mercedes-Benz Sprinter 1:87
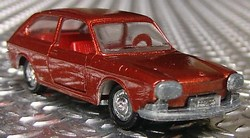
Schuco 1:66 Volkswagen 411
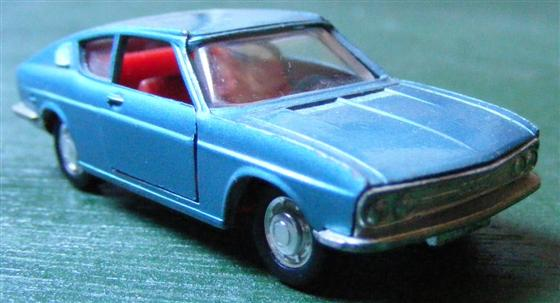
Schuco 1:66 Audi 100 Coupé
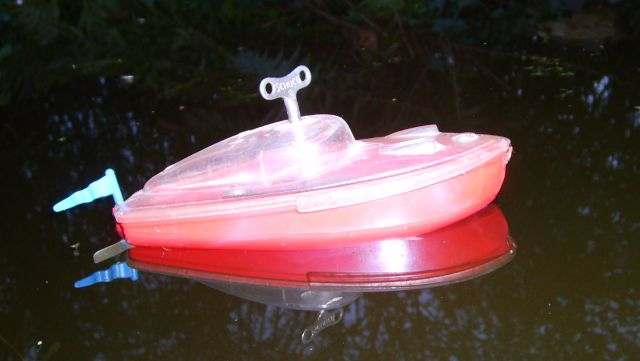
Игрушка-катер (около 1960)